# Chlorion
Chlorion ist eine Gattung der Grabwespen (Spheciformes) aus der Familie Sphecidae. Die sehr weit verbreitete Gattung fehlt abgesehen von den Polarregionen nur auf den Kontinenten Europa und Australien und umfasst 18 Arten. Über die Biologie der meisten zum Teil sehr großen und farbenprächtigen Arten ist bisher nichts bekannt. Die zwei bisher untersuchten altweltlichen Arten sind weitgehend parasitoid und bauen keine Nester; sie stellen damit hinsichtlich ihrer Fortpflanzung den ursprünglichsten Typ innerhalb der gesamten Sphecidae dar.

## Beschreibung

### Größe
Die Gattung umfasst große bis sehr große Arten mit Körperlängen von etwa 17 mm bei den kleinsten bis maximal 37 mm bei den größten Arten, nach C. Giles Roche auch bis 38 mm.

### Färbung
Bei einem Drittel der Arten ist der Körper mindestens bei einem Geschlecht vollständig metallisch grün oder blau. Bei allen neuweltlichen Arten ist zumindest der Thorax so gefärbt, bei einigen südamerikanischen Arten sind Hinterleib (Gaster) und Beine jedoch teilweise oder vollständig rot. Mit Ausnahme der ebenfalls metallisch glänzenden C. lobatum sind alle altweltlichen Arten schwarz oder schwarz und rot, die Gaster zeigt jedoch häufig einen Trend zu metallischem Glanz. Die Flügel sind je nach Art durchscheinend, gelb oder dunkel violett. Die Geschlechter sind bei einigen Arten unterschiedlich gefärbt, einige weitere Arten zeigen bezüglich der Färbung Polymorphismus. 

### Morphologie
Das Propodeum zeigt einen "U"-förmigen Einschluss, der zumindest am Hinterrand durch eine halbkreisförmige Falte oder Vertiefung abgegrenzt ist. Der Zahn des Krallengliedes liegt meist mittig. Die Stirnplatte (Clypeus) der Weibchen weist meist fünf große Zähnchen auf, selten nur zwei oder vier. Die Fühlergruben gehen bei Weibchen fließend in die frontoclypeale Falte über, bei Männchen beträgt der Abstand zwischen den Fühlergruben weniger als einen Fühlergrubendurchmesser. Die Sternite IV und V sind bei Männchen kahl oder maximal spärlich behaart.

## Verbreitung
Die sehr weit verbreitete Gattung fehlt nur auf den Kontinenten Europa und Australien. In den Amerikas ist die Gattung weit verbreitet und kommt von Kanada im Norden bis Argentinien im Süden vor. In der Alten Welt ist die Gattung vor allem vom Nordosten Afrikas bis in den Südwesten Asiens verbreitet. Nur eine Art, C. maxillosum, besiedelt große Teile Afrikas. Die einzigen von der Gattung bewohnten großen Inseln sind Sri Lanka, Sumatra und Java. 

## Systematik
Pulawski erkennt 20 Arten an:  
- Chlorion aerarium Patton, 1879
- Chlorion consanguineum (Kohl 1898)
- Chlorion cyaneum Dahlbom, 1843
- Chlorion funereum Gribodo, 1879
- Chlorion gratiosum (F. Smith 1856)
- Chlorion hemiprasinum (Sichel 1863)
- Chlorion hemipyrrhum (Sichel 1863)
- Chlorion hirtum (Kohl 1885)
- Chlorion lobatum (Fabricius 1775)
- Chlorion magnificum F. Morawitz, 1887
- Chlorion maxillosum (Poiret 1787)
- Chlorion migiurtinicum (Giordani Soika 1941)
- Chlorion mirandum (Kohl 1890)
- Chlorion regale F. Smith, 1873
- Chlorion semenowi F. Morawitz, 1890
- Chlorion splendidum Fabricius, 1804
- Chlorion strandi Willink, 1951
- Chlorion striatum Li & Yang, 1989
- Chlorion viridicoeruleum Lepeletier de Saint Fargeau & Audinet-Serville, 1828

## Lebensweise
Vier der 20 Arten der Gattung wurden bisher näher untersucht, über die Lebensweise der übrigen 16 Arten ist bisher nichts bekannt. Die zwei bisher untersuchten altweltlichen Arten sind weitgehend parasitoid und bauen keine Nester; sie stellen damit hinsichtlich ihrer Fortpflanzung den ursprünglichsten Typ innerhalb der gesamten Sphecidae dar. Drei näher untersuchte Arten sind jeweils auf eine oder mehrere Grillenarten spezialisiert, die vierte untersuchte Art nutzt als Larvennahrung eine Schabe. 
Die afrikanische Art C. maxillosum gräbt sich zu ihrer Beute, der Grille Brachytrupes megacephalus, vor. In deren Bau, oder, falls die Grille aus diesem flieht, an der Bodenoberfläche betäubt C. maxillosum die Grille kurzzeitig mit einem Stich und legt ein Ei am Hinterleib (Abdomen) neben dem ersten Abdominalstigma ab. Die Grille wacht nach einigen Minuten wieder auf und gräbt sich, falls sie sich dann an der Erdoberfläche befindet, einen neuen Bau. Die Wespenlarve ernährt sich von der Grille, bis diese stirbt und verpuppt sich in deren Bau.
Bei der in den Tropen Asiens (Paläotropis) verbreiteten C. lobatum ist das Fortpflanzungsverhalten etwas weiter entwickelt. Die Weibchen gehen bis zur Eiablage ähnlich vor wie C. maxillosum. Nachdem sie den Wirt, die Grille Brachytrupes achatinus, zur Flucht aus dem Bau veranlasst und dann kurzzeitig betäubt haben, legen sie ein Ei am Wirtstier ab, ziehen das Wirtstier dann aber meist mit ihren Mandibeln wieder in den Bau zurück und verschließen diesen mit Erde.
Die weite Teile Nordamerikas bewohnende C. aerarium zeigt ein deutlich fortgeschritteneres Fortpflanzungsverhalten, das weitgehend dem vieler anderer Arten der Sphecidae gleicht. Die Art legt selbst und offenbar vor der Jagd Nester an, wobei sie jedoch meist Bauten der Grabwespe Sphecius speciosus übernimmt und ausbaut und nur selten selbst neue Neströhren gräbt. Die Nester enthalten jeweils zwei Brutzellen. Die Wespe verproviantiert eine Zelle mit bis zu sieben Grillen, die zum Nest geflogen oder gezogen werden. Die Grillen bleiben bis zu ihrem Tod paralysiert.
Die ebenfalls nordamerikanische Chlorion cyaneum ähnelt in ihrem Fortpflanzungsverhalten C. aerarium, als Larvennahrung dient ihr jedoch die Schabe Arenivaga bolliana. Die Nester enthalten meist nur eine, seltener 2 oder 3 Brutzellen, die jeweils mit 1 bis 9 Schaben verproviantiert werden. Die Wespenlarve schlüpft nach 2 Tagen und frisst dann die paralysierten Schaben. Nach 5 bis 7 Tagen spinnt sie den Verpuppungskokon, der nach etwa 2 Tagen fertiggestellt ist. Die Puppen überwintern, die Wespen schlüpfen im Mai des Folgejahres.